# كوستون جيرفي
65°47′N 28°27′E / 65.783°N 28.450°E
كوستون جيرفي هي بحيرة متوسطة الحجم تقع في منطقة مستجمعات المياه الرئيسي إيجوكي. وهي موجودة في بلدية تايفل كوسكي، في منطقة بوهيانما الشمالية في فنلندا. الارتفاع على سطح البحيرة يختلف تقريبا 5 متر نظرا لإنتاج الطاقة في هذه البحيرة.